# Mona Matbou Riahi

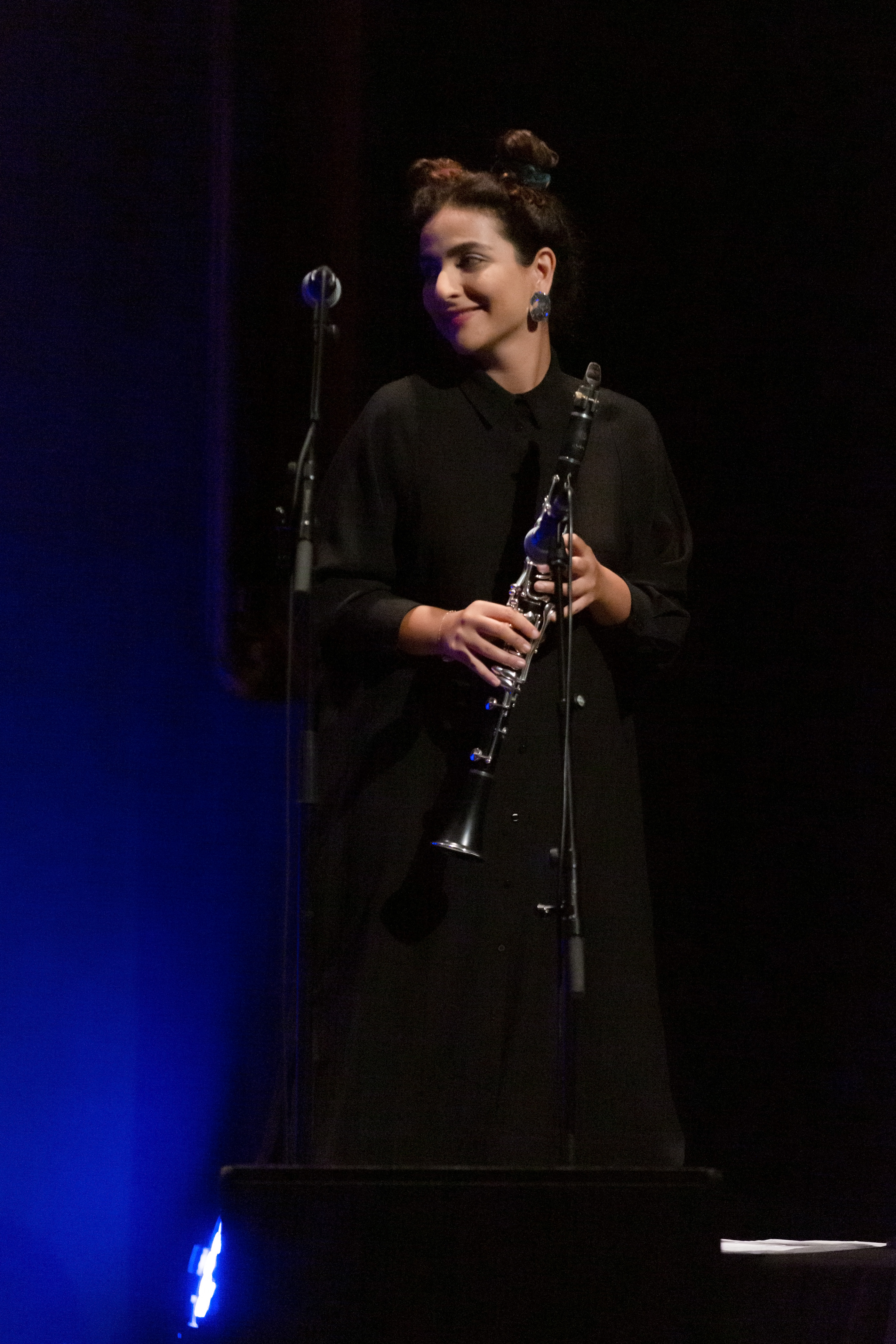
Mona Matbou Riahi (2021)

Mona Matbou Riahi (* 1990 in Teheran) ist eine iranische Improvisationsmusikerin (Klarinette) und Komponistin.

## Leben und Wirken
Matbou Riahi erhielt früh eine musikalische Ausbildung; am Teheraner Konservatorium für Musik hatte sie Klarinettenunterricht. Im Alter von 17 Jahren zog sie nach Wien, wo sie bis 2012 an der Universität für Musik und darstellende Kunst Wien studierte.
In ihren Kompositionen zeitgenössischer Musik und ihren freien Improvisationen integriert sie westliche und iranische Musikelemente. Mit den Sängerinnen Golnar Shahyar und Jelena Popržan bildete sie das Trio Sormeh, das Lieder auf Farsi, Griechisch, Ladino, Serbisch, Bulgarisch, Jiddisch und Türkisch interpretierte. Das Musikalbum Narrante entstand im Duo Naqsh gemeinsam mit der Gitarristin Golfam Khayam. Weiterhin trat sie mit Solisten wie Mathias Rüegg, Burkhard Stangl, John Tilbury, Kinan Azmeh, Anja Lechner, François Couturier, Anna Clara Hauf und Maja Osjanik auf. Lukas Kranzelbinder holte sie 2018 mit Fiston Mwanza Mujila, Johannes Schleiermacher, Mario Rom und Dave Smith zum SWR New Jazz Meeting. Weiterhin spielte sie im Morgenland Chamber Orchestra und trat als Solistin gemeinsam mit dem Teheran Philharmonic Orchestra auf. Aktuell gehört sie zum Max Steiner Orchestra und zum Trickster Orchestra. Als Teil des internationalen Quintetts Melting Pot (mit Camila Nebbia, Tuva Halse, Louise van den Heuvel und Hubert Zemler) trat sie 2023 beim Jazzfest Berlin auf.

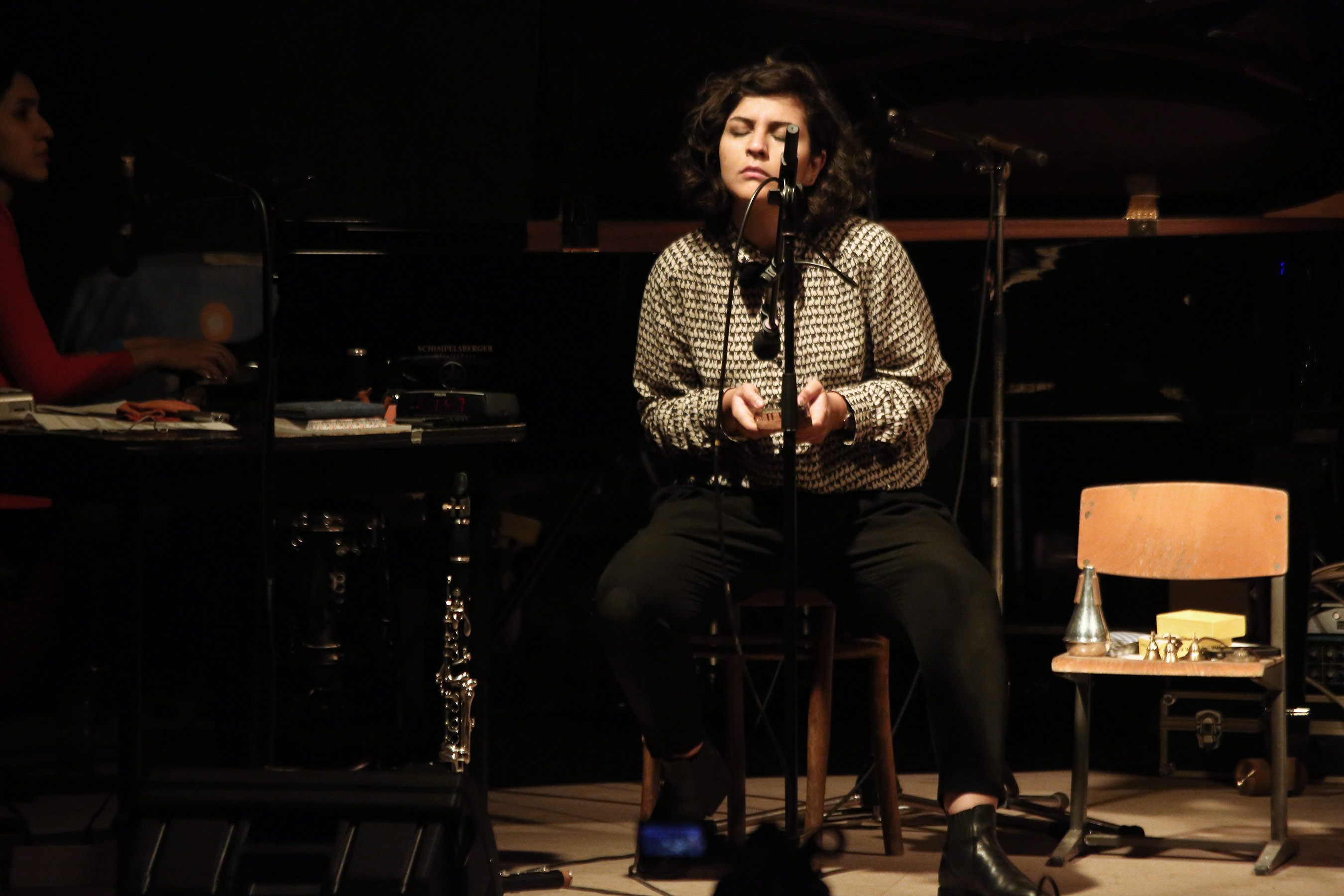
Mit den Young Vienna Improvisers (Ulrichsberger Kaleidophon 2013)

## Preise und Auszeichnungen
Matbou Riahi ist Preisträgerin verschiedener Wettbewerbe und Stipendien wie dem Start-Stipendium 2017 und dem Mozart-Festival in Zusammenarbeit mit der Universität für Musik und darstellende Kunst in Graz.

## Diskographische Hinweise
- Mona Matbou Riahi, Golnar Shahyar, Jelena Popržan Sormeh (Lotus Records 2014)
- Golfam Khayam, Mona Matbou Riahi Narrante (ECM Records 2016)[5]
- Lukas Kranzlbinder On Boit Lumumba (SWR Jazzhaus 2020, rec. 2018, mit Fiston Mwanza Mujila, Johannes Schleiermacher, Mario Rom, Dave Smith)